# Plains (Kansas)
Plains es una ciudad ubicada en el condado de Meade, Kansas, Estados Unidos. Según el censo de 2020, tiene una población de 1037 habitantes.

## Geografía
La ciudad está ubicada en las coordenadas 37°15′51″N 100°35′23″O / 37.26417, -100.58972 (37.264239, -100.589759).

## Demografía
Según la Oficina del Censo, en 2000 los ingresos medios de los hogares de la localidad eran de $39,688 y los ingresos medios de las familias eran de $44,167. Los hombres tenían unos ingresos medios de $31,354 frente a $21,023 para las mujeres. Los ingresos per cápita para la localidad eran de $16,047. Alrededor del 13.6% de la población estaba por debajo del umbral de pobreza.
De acuerdo con la estimación 2016-2020 de la Oficina del Censo, los ingresos medios de los hogares de la localidad son de $64,074 y los ingresos medios de las familias son de $69,398. Alrededor del 14.6% de la población está por debajo del umbral de pobreza.